# Лимнология
Лимнологията (на гръцки: λίμνoς „езеро“ + -логия (λόγος – „наука“) е наука за сладководните басейни със забавен водообмен езера и язовири, изучаваща целия комплекс от взаимосвързани физически, химически и биологически процеси, протичащи в тях. Лимнологията се отнася към географските науки и е отделна дисциплина в хидрографията. При изследването на водоемите лимнологията използва методите на хидробиологията, хидрохимията, хидрофизиката, геоморфологията, геоботаниката, метеорологията и др.

## Основни задачи на лимнологията
Главната задача на лимнологията е комплексното изследване в развитието на водоемите, геоложките, физическите, химическите и биологическите процеси, взаимодействието на които във водоемите и в техните водосборни басейни определят особеностите на съответното езеро или язовир и техния режим. За тази цел лимнологията изучава:
- произхода;
- размерите;
- строежа и преобразуването на котловините и бреговете на водоемите;
- структурата и състава на дънните утайки;
- физическите и химическите свойства на водните маси, формиращи се във водосборния басейн и в самия водоем, тяхната структура и динамика;
- водния и топлинен баланс на водоемите;
- колебанията на нивата им;
- движението на водата (вълнение, течения, приливи и отливи, сейши, конвективни и динамични премествания);
- термичния и ледови режим;
- състава, режима на концентрации и баланса на внесените и разтворените във водата минерални и органични вещества;
- сезонните цикли в развитието и взаимодействието на водните организми – планктон, бентос и нектон, тяхната продуктивност и ролята им в трансформацията на органичните вещества във водоемите;
- влиянието на езерата и язовирите в процеса на оттока.[2]

Заедно с изучаването на големите и важни за икономиката и селското стопанство езера и язовири голямо значение имат и изследванията, извършвани с цел типизацията и класификацията на многочислените малки водоеми. Данните за стратиграфията на езерните дънни наслаги и колебанията на нивата на езерата се използват за изучаване на измененията на климата и влагооборота между океана и сушата в предишните геоложки епохи и други въпроси от общ характер. В лимнологията се използват материали от полеви наблюдения по време на експедиции, от постоянни езерни станции, постове и хидрометеорологични обсерватирии. Използват се аерофотоснимки, електрометрични, фотометрични, изотопни и други точни методи за изследване, комплексни (ходроложки, хидрохимически и хидробиоложки) наблюдения на езера и язовири, физическо и математическо моделиране на процесите, протичащи в тях.

## Историческа справка
Началото на научната лимнология е положено от швейцарският учен Франсоа Алфонс Форел (1841 – 1912), който провежда многогодишни изследвания предимно на Женевското езеро и през 1901 г. създава първото ръководство по лимнология. За развитието на лимнологията голямо значение имат трудовете на учените: руски – Дмитрий Анучин, Лев Берг, Глеб Юриевич Верешчагин (1889 – 1944), Иван Василиевич Молчанов (1890 – 1966), Сергей Дмитриевич Муравейски (1894 – 1950), Леонид Леонидович Росолимо (1894 – 1977); американски – Едуард Бърдж (1851 – 1950); германски – Август Тинеман (1882 – 1960), Вилхелм Халбфас (1856 – 1938); шведски – Ейнар Науман (1891 – 1934); австрийски – Ф. Рутнер; английски – К. Х. Мортимър, Джжордж Евелин Хатчинсън (1903 – 1991) и др. Теоретични и практически проблеми на лимнологията се разработват в научно-изследователски институти и лаборатории в повече от 40 страни. Голяма роля за развитието на лимнологията изиграват международните лимноложки конгреси и симпозиуми, провеждани регулярно от 1922 г. от Международната асоциация за теоретична и практическа лимнология (SIL - Sosietas Internationalis Limnologiae), а също и симпозиуми по хидрология на езерата от Международната асоциация по научна хидрология (IAHS – International Association of Hydrological Sciences). Дълго време в лимнологията преобладавало основно биологичното направление, а сега се развива комплексното изследване на езерата. Признание получава балансовия принцип при изучаването на превръщането на веществата и енергията на водоемите, необходим за разработването на най-рационалните начини за използване на езерата и язовирите, прогноза за възможни изменения в хидроложкия, хидрохимическия и биологичен режими, предизвикани от тяхната експлоатация.

## Практическо значение на лимнологията
Достиженията на лимнологията се използват в редица отрасли на икономиката и селското стопанство: водоснабдяване, рибно стопанство, воден транспорт, хидроенергетика, напояване, добив на полезни изкопаеми, в медицината и при балнеологията. Във връзка със замърсяването на много езера и язовири и засилващата се в тях евтрофикация главно направление в съвременната лимнология става решаването на проблемите по оценка, прогноза и охрана на качеството на водата във водоемите.